# Ковальчук Наталія Володимирівна
Ната́лія Володи́мирівна Агафонова, у шлюбі Ковальчук (нар. 19 вересня 1977, Київ, УРСР) — українська політична діячка та правознавиця, Народна депутатка України 7-го та 8-го скликаннь. Голова підкомітету з питань конституційного законодавства та конституційного судочинства Комітету Верховної Ради України з питань правової політики та правосуддя. Член Конституційної комісії. Кандидат юридичних наук (2002).

## Життєпис
Народилася 19 вересня 1977 у Києві.
Освіту здобкла в Київському національному університеті (юридичний факультет, спеціалізація: конституційне та фінансове право, 1994–1999). Кандидатка юридичних наук (2002), спеціалізується на податковому праві.

## Трудова діяльність
- 1999–2002 — асистентка кафедри конституційного та адміністративного права юридичного факультету Київського національного університету.
- 2001–2003 — юристка ТОВ "Юридична фірма «Кредо Класик консалтинг».
- 2002–2006 — доцентка кафедри конституційного та адміністративного права юридичного факультету Київського національного університету ім. Т. Шевченка.
- 2003–2013 — суб'єкт підприємницької діяльності-фізична особа.
- 2003–2006 — юристка Нестле Україна.
- 2004–2011 — член Науково-консультативної ради при Вищому господарському суді України.
- 2006–2013 — податкова консультантка ТОВ «Нестле Україна».

## Політична діяльність. Робота в парламенті
2001 — виступила співзасновницею Печерської районної організації «Партії зелених України» в Києві.
На парламентських виборах 2012 року була обрана народною депутаткою України за списком політичної партії «УДАР» (у списку — № 8). Безпартійна.
Секретарка Комітету ВРУ з питань правової політики.
На дострокових парламентських виборах 2014 року балотувалась за списком Блоку Порошенка. З 27 листопада 2014 року народна депутатка України 8-го скликання. Член депутатської фракції БПП. Голова підкомітету з питань конституційного законодавства та конституційного судочинства Комітету ВРУ з питань правової політики та правосуддя. Член Конституційної комісії.

## Особисте життя
Одружена з Віталієм Анатолійовичем Ковальчуком.